# Kohneh Aghāz
Kohneh Aghāz (persiska: کهنه اغاز) är en ort i Iran.   Den ligger i provinsen Nordkhorasan, i den nordöstra delen av landet, 600 km öster om huvudstaden Teheran. Kohneh Aghāz ligger 1 683 meter över havet och antalet invånare är 634.
Terrängen runt Kohneh Aghāz är huvudsakligen kuperad. Kohneh Aghāz ligger nere i en dal.Runt Kohneh Aghāz är det ganska glesbefolkat, med 38 invånare per kvadratkilometer. Närmaste större samhälle är Esfejīr, 16,4 km söder om Kohneh Aghāz. Trakten runt Kohneh Aghāz består i huvudsak av gräsmarker.